# Popclub
Popclub è il secondo album in studio del cantautore italiano Riki, pubblicato il 4 settembre 2020 con doppia etichetta RCA Records e Sony Music.

## Descrizione
Anticipato dai singoli Gossip, Lo sappiamo entrambi presentato al Festival di Sanremo, e Litighiamo, l'album è uscito a distanza di tre anni da Mania. Ha sonorità pop e anche elettroniche.
L'album ha esordito alla posizione seconda della classifica FIMI Album.

## Tracce
1. Margot – 3:51
2. Strip – 3:05
3. Idee di noi – 3:16
4. Lo sappiamo entrambi – 3:18
5. Da Club – 3:15
6. Litighiamo – 2:40
7. PopClub – 1:15
8. Gossip – 2:44
9. Piccole cose – 3:10
10. Come mi vuoi – 3:32
11. Petali e vocoder – 2:34

## Classifiche
| Classifica (2020) | Posizione massima |
| ----------------- | ----------------- |
| Italia            | 2                 |